# Dub Napoleon
Dub Napoleon, polsky Dąb Napoleon nebo Dąb Napoleona a německy Napoleoneiche, je zaniklý solitérní památný strom - dub letní (Quercus robur L.). Roste na levém břehu řeky Odra u vesnice Zabór ve Gmině Zabór, v okrese Zelená Hora v Lubušském vojvodství v západním Polsku v mezoregionu Kotlina Kargowska v Dolním Slezsku.

## Historie a popis
Dub Napoleon byl nejmohutnějším známým dubem v Polsku a patřil také mezi nejmohutnější duby v Evropě. Zanikl 15. listopadu 2010, kdy jej zapálili vandalové. Strom měl uprostřed kmene velkou dutinu, do které se vešlo až 12 lidí najednou. Habitus stromu byl typický pro stromy rostoucí v otevřené krajině, tj. měl mohutný kmen a rozložitou korunu. V roce 1920 jej tehdejší vévodkyně Hermina Reusská von Schönaich-Carolath (1887–1947) osobně pojmenovala po německém profesoru, botanikovi a ochránci přírody Theodoru Schubemu. Po smrti svého manžela se vévodkyně v roce 1922 stala druhou manželkou bývalého císaře Vilém II. Pruský (1859–1941). Polské jméno stromu pochází z legendy, podle níž si pod jeho větvemi během výpravy do Ruska v roce 1812 odpočinul francouzský císař Napoleon Bonaparte (1769–1821). Na místě zničeného stromu byl vysazen nový dub.
| Výška stromu                 | 22 m        |
| Obvod kmene ve výčetní výšce | 10,52 m     |
| Stáří stromu                 | 660-700 let |
| Datum prvního vyhlášení      | 1936        |

## Další informace
Místo je celoročně volně přístupné.

## Galerie

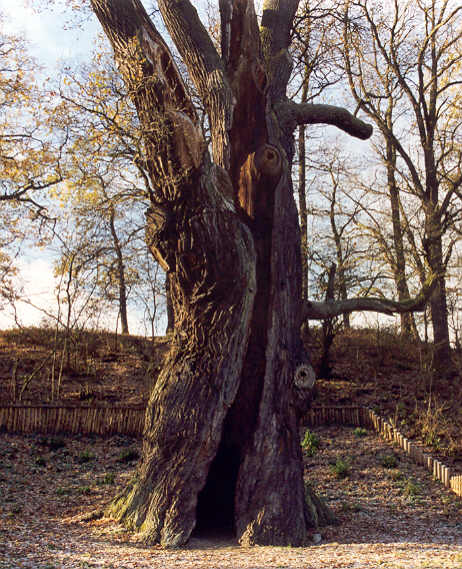
Strom v roce 2007